# Józef Jurgielewicz
Józef Jurgielewicz, lit. Juzefas Jurgelevičius (ur. 15 kwietnia 1947, zm. 23 listopada 2009) – litewski piłkarz narodowości polskiej.
Jurgielewicz był dwukrotnie wybierany litewskim graczem roku w latach 1969 i 1980.